# Reddyanus besucheti
Espèce
Synonymes
- Isometrus besucheti Vachon, 1982

Reddyanus besucheti est une espèce de scorpions de la famille des Buthidae.

## Distribution
Cette espèce est endémique du Sri Lanka. Elle se rencontre dans les provinces du Centre-Nord et du Centre.

## Description
Le mâle holotype mesure 34 mm et la femelle paratype 29,5 mm.
Reddyanus besucheti mesure de 30 à 45 mm.

## Systématique et taxinomie
Cette espèce a été décrite sous le protonyme Isometrus besucheti par Vachon en 1982. Elle est placée dans le genre Reddyanus par Kovařík, Lowe, Ranawana, Hoferek, Jayarathne, Plíšková et Šťáhlavský en 2016.

## Étymologie
Cette espèce est nommée en l'honneur de Claude Besuchet.

## Publication originale
- Vachon, 1982 : « Les scorpions de Sri Lanka (Recherches sur les scorpions appartenant ou déposés au Muséum d'Histoire naturelle de Genéve III.). » Revue Suisse de Zoologie, vol. 89, no 1, p. 77–114 (texte intégral).